# De Tatta's
De Tatta's is een Nederlandse filmkomedie uit 2022. De film is geregisseerd door Jamel Aattache. Het vervolg, De Tatta's 2, werd midden december 2023 uitgebracht.

## Verhaal
De familie van Kampen moet verhuizen van een villa naar een flat wegens slechte investeringen en het verliezen van al hun geld. Ze willen hun leven zo snel mogelijk terug op de baan, tot ze hun nieuwe buren leren kennen.

## Rolverdeling
- Leo Alkemade als Erik van Kampen
- Leonie ter Braak als Laura van Kampen
- Sterre Koning als Jessica van Kampen
- Sem van der Horst als Daan van Kampen
- Sinan Eroglu als Volkan
- Oussama Ahammoud als Ilias
- Marouane Meftah als Appie
- Vonneke Bonneke als Beauty
- Genesis Akesson als Jayden
- Donny Singh als Satish Kumar
- Jeroen Rienks als zwerver
- Eline Havenaar als Pauline
- Fatma Genç als Dilek
- Francesco D'aquino als Luca
- Omar Ahaddaf als Mozes
- Ismaël Laglag als Pizza
- Chris Tates als Gerben
- Roosmarijn Wind als Trisha
- John Buijsman als Richard
- Janice Blok als Marleen
- Izzle als Furkan
- Irfan Dama als Erkan
- Hatip Cengiz als Hakan
- Rienus Krul als Peter
- Rarko als Nelson
- Jaouad Dikri als Ali
- Hassan Slaby als Hassan
- Sigfried Piroe als Quincy
- Rosanne Waalewijn als Suuz
- Mylène Waalewijn als Pams
- Eline Havenaar als Pauline
- Aaron Wan als schuldeiser
- Allard Warnas als deurwaarder

## Release
De film ging op 22 december 2022 in première. 
Een week nadat de film in première ging werd het bekroond met een Gouden Film voor het behalen van 100.000 bezoekers. Op 10 januari 2023 werd de film bekroond met een Platina Film voor het behalen van 400.000 bezoekers, hiermee was het de eerste film van 2023 die deze mijlpaal wist te behalen.

## Vervolg
In maart 2023 werd bekendgemaakt dat De Tatta's eind 2023 zullen terugkeren in een vervolgfilm genaamd De Tatta's 2.

## Trivia
- In maart 2023 hadden ruim 682.000 mensen de film in de bioscoop bezocht waarmee het een van de best bezochte Nederlandse films in jaren is.